# Henri Sanfourche
Pour les articles homonymes, voir Sanfourche.
Henri Sanfourche, né à Sarlat (Dordogne) le 24 avril 1775 et mort dans la même ville le 20 avril 1841, est un colonel de la Révolution et de l’Empire.

## Biographie
Né le 24 avril 1775 à Sarlat, Henri Sanfourche est le fils de François Sanfourche, journalier et de Catherine Peyrot. Le 17 août 1808, il épouse à Berlin, Sophie Antoinette Stéphanie Pétronille Barandon, l'une des filles de Paul Barandon, directeur des accises et péages du roi dans la Prusse Occidentale. Il décède à Sarlat le 20 avril 1841 à la survivance de son épouse.

## Carrière
Henri Sanfourche devient sous-lieutenant en 1802 puis lieutenant en 1805, dans le 54e régiment d'infanterie de ligne.
Il participe à la Campagne d'Allemagne (1805) lors de la bataille d'Ulm, grande manœuvre qui permet la capture d'une armée autrichienne sous les ordres du général Karl Mack von Leiberich et il participe à la très célèbre bataille d'Austerlitz. Le lieutenant Sanfourche y est commandé par le général de division Olivier Macoux Rivaud de La Raffinière, lui-même placé sous le commandement du maréchal Charles XIV Jean de Suède: la Grande Armée de Napoléon Ier l'emporte sur les forces de la Troisième Coalition. Cette coalition unissait l'empereur austro-russe François II (empereur du Saint-Empire) et l'empereur russe Alexandre Ier (empereur de Russie) avec les corps de Mikhaïl Koutouzov ou Jean Ier (prince de Liechtenstein). Il combat les Prussiens du général Frédéric-Louis de Hohenlohe-Ingelfingen à la Bataille d'Iéna en parallèle à la Bataille d'Auerstaedt où le roi Frédéric-Guillaume III perd le prince Charles-Guillaume-Ferdinand de Brunswick-Wolfenbuttel, qui y décède.
Capitaine en 1807, avec nomination au quartier général du Ier corps du maréchal Jean-Baptiste-Jules Bernadotte, il combat à Ostrolenka et à la bataille de Friedland, contre les russes du comte Levin August von Bennigsen, du général Dmitri Dokhtourov, du général Yevgeni Ivanovitch Markov, du général Dmitri Vladimirovitch Golitsyne et du prince Piotr Ivanovitch Bagration. Il se distingue à Passarga où, à la tête de cinq cavaliers du 5e Régiment de chasseurs à cheval, il capture un détachement de 20 soldats russes avec un officier et où il reçoit une balle dans la gorge. Il combat à la Bataille d'Eylau en plein hiver, théâtre d'un des combats les plus meurtriers sur les russes du général Fabian Gottlieb von Osten-Sacken, du Prince Michel Barclay de Tolly, du général Piotr Kirillovitch Essen entre autres, sous les ordres du général Bennigsen et des Prussiens du général Anton Wilhelm von L'Estocq.
En 1808, la Guerre d'indépendance espagnole éclate. L’insurrection se généralise à tout le pays après que Napoléon ait obtenu l’abdication du roi d’Espagne Charles IV (roi d'Espagne) au profit du frère de l’empereur, Joseph Bonaparte. Il participe à la Bataille d'Espinosa aboutissant à la victoire des Français commandés par le maréchal Claude-Victor Perrin, contre l'armée de Galice du lieutenant-général Joaquín Blake y Joyes.
Il est présent à la Bataille d'Uclès (1809) puis à la Bataille de Medellín qui voit la victoire sur les troupes du général Don Gregorio García de la Cuesta.
Enfin, Henri Sanfourche ne participe pas aux Cent-Jours où Napoléon reprend le trône au roi Louis XVIII en 1815, ni à la Bataille de Waterloo sur les troupes du duc Arthur Wellesley de Wellington et de Gebhard Leberecht von Blücher. Celle-ci entraîne la Seconde abdication de Napoléon Ier en faveur de son fils Napoléon II, situation ouvrant la voie à la Seconde Restauration et au retour du roi Louis XVIII. Napoléon Ier sera exilé sur l'île de Sainte-Hélène à Longwood. Sous le règne du roi, il devient colonel en 1829 du 27e régiment d'infanterie de ligne.
Commandeur de la Légion d'Honneur et chevalier de l'ordre de Saint-Louis, il compte 24 campagnes militaires, depuis la campagne de Prusse et de Pologne jusqu'à la Campagne de Napoléon Ier en Espagne, en passant par l'invasion napoléonienne de la Campagne de Russie et sa dernière Campagne de France (1814), dernière phase de la Guerre de la Sixième Coalition avec des séries de victoires (bataille de Champaubert, bataille de Montmirail, bataille de Montereau sur Empire d'Autriche de Charles Philippe de Schwarzenberg puis les wurtembourgeois de Guillaume Ier (roi de Wurtemberg) jusqu'à la défaite de la bataille de Paris (1814). Il est inhumé près de la pyramide du général François Fournier-Sarlovèze, à Sarlat,,,,.